# Chrastoblatta tricolor
Chrastoblatta tricolor är en kackerlacksart som beskrevs av Henri Saussure och Leo Zehntner 1895. Chrastoblatta tricolor ingår i släktet Chrastoblatta och familjen småkackerlackor.
Artens utbredningsområde är Madagaskar. Inga underarter finns listade i Catalogue of Life.